# 正呼腸孤病毒屬
正呼腸孤病毒屬（Orthoreovirus）又譯作里奧病毒屬，是 呼腸孤病毒科（reoviridae）的一類病毒，其他代表種為：哺乳動物正呼腸孤病毒（Mammalian orthoreovirus），該屬的病毒只會感染脊椎動物，包括人類、鳥、猴子、羊等。

## 外部連結
- 微生物免疫學-Reoviridae(呼腸孤病毒科) （页面存档备份，存于）